# Ruth Drexel
Ruth Drexel (14 de julio de 1930 - 26 de febrero de 2009) fue una actriz y directora de nacionalidad alemana. Obtuvo gran popularidad como actriz de carácter especializada en la interpretación de personajes populares bávaros.

## Biografía

### Inicios y carrera teatral
Nacida en Vilshofen an der Donau, Alemania, su padre falleció en la Segunda Guerra Mundial. Era la hija mayor de la familia, y no tuvo una educación superior. Se crio en Trostberg y estudió interpretación en la Otto-Falckenberg Schule de Múnich, recibiendo pronto su primer compromiso en el Teatro de Cámara de Múnich. En los años 1956/1957 formó parte de la Berliner Ensemble de Bertolt Brecht, encarnando en los dos siguientes años a Yvette en Madre Coraje y sus hijos y a Madame Dullfeet en La resistible ascensión de Arturo Ui. Otros teatros en los que actuó fueron el Schaubühne am Halleschen Ufer de Berlín, el Wuppertaler Bühnen, el Staatstheater de Stuttgart, el Staatstheater de Darmstadt, el Düsseldorfer Schauspielhaus, y en 1976 el Bayerisches Staatsschauspiel. En ese teatro fue la primera mujer directora, trabajando en 1981 con la obra de Johann Nestroy Der Talisman. Entre sus papeles teatrales destacados figuran el de la madre en Madre Coraje y sus hijos en 1982 y el de Frau Eichmann en la pieza de Heinar Kipphardt Bruder Eichmann, representada en el Residenztheater de Múnich. También fue Balbina en la obra de Marieluise Fleißer Der starke Stamm, y Valerie en la de Ödön von Horváth Geschichten aus dem Wiener Wald. En el año 2003 actuó en el Theater und Orchester Heidelberg, y en 2005 dejó de actuar en el teatro en Múnich. A lo largo de su carrera colaboró con jóvenes directores teatrales como Peter Stein, Rainer Werner Fassbinder y Franz Xaver Kroetz.

### Cine y televisión
En 1949 Ruth Drexel actuó por vez primera en el cine con Heimliches Rendezvous. En 1954 hizo el papel principal en la adaptación televisiva de la obra de Ludwig Thoma Magdalena. También interpretó el papel principal en 1972 en el telefilm Adele Spitzeder, bajo la dirección de Peer Raben. En el año 1974 trabajó en la serie televisiva Münchner Geschichten, bajo la dirección de Helmut Dietl, con el papel de Ruth Hillermeier. En 1983 fue Lisi Schleibinger, actuando junto a Helmut Fischer, en la serie Monaco Franze – Der ewige Stenz. Otro de sus papeles televisivos, en 1986, fue el de „Weißwurst-Paula“ en la serie de Franz Xaver Bogner Zur Freiheit. Ese mismo año fue la alcaldesa en otra serie, Irgendwie und Sowieso.
A partir del año 1995, Drexel encarnó a Resi Berghammer en la serie emitida por Sat.1 y ORF Der Bulle von Tölz, en la cual trabajó con Ottfried Fischer. Además, a partir de 2004 fue la Miss Marple alemana en otra serie, Agathe kann’s nicht lassen. Para el canal televisivo Das Erste, actuó junto a Uschi Glas entre 2004 y 2006 en la serie Zwei am großen See.

### Dirección teatral
Además de actriz, entre 1988 y 1998 fue gerente del Volkstheater de Múnich, siendo la primera mujer en llevar a cabo esa función, sustituyendo a Jörg-Dieter Haas. En el año 1991 llevó a escena la obra de Ödön von Horváth Italienische Nacht , en la cual hizo mención de la Guerra del Golfo, pues según ella el presente no podía ser excluido del trabajo teatral. Entre 1999 y 2002 volvió a dirigir el teatro. 
En 1981 fue la primera mujer en llevar a escena en el Bayerischen Staatsschauspiel la obra de Johann Nestroy Der Talisman. Además, fue cofundadora en 1980 del Tiroler Volksschauspiele de Telfs, teatro en el que trabajó desde el año 1981, siendo su directora desde aproximadamente 1998 a finales de 2008.

### Vida privada
Entre 1955 y 1965 Ruth Drexel estuvo casada con Michael Adami, al que conoció durante su aprendizaje en la Otto-Falckenberg-Schule. El matrimonio tuvo en 1956 una hija, Katharina Adami, periodista económica de BR Fernsehen. Desde 1969 hasta la muerte de él en 1998, mantuvo una relación sentimental con el actor Hans Brenner, fruto de la cual nació en 1975 su hija Cilli Drexel.
Ruth Drexel se despidió del escenario del Volkstheater en diciembre de 2005 con la obra Späte Gegend. La actriz falleció en el año 2009 en Múnich, a causa del cáncer del cual había enfermado unos años antes. Fue enterrada en Feldkirchen el 2 de marzo de 2009.

## Premios
- 1983 : Medalla Ludwig Thoma de la ciudad de Múnich
- 1989 : Premio Adolf Grimme en plata por la serie Zur Freiheit (junto a Franz Xaver Bogner)
- 1994 : Premio de Cultura de Alta Baviera
- 1997 : Goldener Gong por Der Bulle von Tölz, junto a Ottfried Fischer
- 1999 : Deutscher Fernsehpreis a la mejor actriz por Der Bulle von Tölz
- 2000 : Bayerischer Theaterpreis
- 2000 : Goldene Ehrenmünze de la ciudad de Múnich
- Orden Tiroler Adler en oro
- Medalla del Mérito de Baviera en plata
- Medalla München leuchtet en oro
- 2000 : Orden del Mérito de Baviera
- 2001 : Bayerischer Poetentaler
- 2003 : Orden Bávara de Maximiliano para las ciencias y las artes
- 2004 : Premio Romy en oro por Der Bulle von Tölz
- 2004 : Premio de la televisión de Baviera por su carrera
- 2005 : Tiroler Landespreis für Kunst
- 2006 : Premio Romy en oro a la actriz más popular
- 2006 : Premio Krenkel del Partido Socialdemócrata de Alemania por su compromiso cívico
- 2007 : Medalla constitucional de Baviera en oro

## Filmografía (selección)
- 1949 : Heimliches Rendezvous
- 1957 : Jägerblut
- 1957 : Die fidelen Detektive
- 1958 : Die Bekehrung des Ferdys Pistora (telefilm)
- 1959 : Kasimir und Karoline (telefilm)
- 1962 : Der Marquis von Keith (telefilm)
- 1963 : Candida (telefilm)
- 1963 : Detective Story (telefilm)
- 1964 : Eiche und Angora (telefilm)
- 1964 : Der Arzt wider Willen (telefilm)
- 1965 : Die seltsamen Methoden des Franz Josef Wanninger (serie TV), episodio Die Hexe von Ödach
- 1965 : Der Ruepp (telefilm)
- 1965 : Der zerbrochene Krug (telefilm)
- 1966 : Endkampf (telefilm)
- 1967 : Siedlung Arkadien (telefilm)
- 1967 : Biedermann und die Brandstifter (telefilm)
- 1969–1970 : Die Perle: Aus dem Tagebuch einer Hausgehilfin (serie TV)
- 1970 : Mathias Kneißl
- 1971 : Der Kommissar (serie TV), episodio Als die Blumen Trauer trugen
- 1972 : Adele Spitzeder (telefilm)
- 1972–1973 : Acht Stunden sind kein Tag (miniserie TV)
- 1973 : Der Sieger von Tambo (telefilm)
- 1973 : Wildwechsel (telefilm)
- 1974 : Münchner Geschichten (serie TV)
- 1976 : La marquesa de O
- 1977–2006 : Tatort (serie TV), episodios Das Mädchen am Klavier (1977), Der King (1979), Alles Palermo (1993) y Tod aus Afrika (2006)
- 1978-1985 : Polizeiinspektion 1 (serie TV), episodios Wie der Haubel Theo seine Flügel verlor (1978), Fluchtversuch (1981), Der Rufmord (1983), Kikeriki (1984) y Die wilden Jahre (1985)
- 1979 : Schluchtenflitzer
- 1979 : Die Farbe des Himmels (telefilm)
- 1980–1981 : Derrick (serie TV), episodios Pricker (1980) y Die Schwester (1981)
- 1980 : Der Alte (serie TV), episodio Der Freund
- 1981 : Niemandsland (telefilm)
- 1982 : Der starke Stamm (telefilm)
- 1983 : Monaco Franze – Der ewige Stenz (serie TV)
- 1986 : Irgendwie und sowieso (serie TV)
- 1987 : Zur Freiheit (serie TV)
- 1987 : Francesca
- 1992 : Abgetrieben (telefilm)
- 1993 : Geschichten aus der Heimat (serie TV), episodio Blattschuß
- 1996–2009 : Der Bulle von Tölz (serie TV)
- 1997 : Bandagistenglück
- 1998 : Späte Gegend (telefilm)
- 2001 : Wambo (telefilm)
- 2001 : Ein Sommertraum (telefilm)
- 2002 : Körner und Köter (serie TV)
- 2004 : Die Heilerin (telefilm)
- 2004–2006 : Zwei am großen See (serie TV)
- 2005–2007 : Agathe kann’s nicht lassen (serie TV)
- 2006 : Das Weihnachts-Ekel (telefilm)
- 2006 : Stadt, Land, Mord! (serie TV), episodio Enthüllungen
- 2008 : Die Heilerin 2 (telefilm)

## Teatro
- 1958 : Vsevolod Vichnevski: Optimistische Tragödie, dirección de Manfred Wekwerth/Peter Palitzsch (Berliner Ensemble)

## Radio
- 1970 : Rainer Werner Fassbinder: Ganz in Weiß, dirección de Peer Raben/Rainer Werner Fassbinder (Bayerischer Rundfunk/Hessischer Rundfunk/Süddeutscher Rundfunk)